# Ptichodis basilantis
Ptichodis basilantis là một loài bướm đêm trong họ Erebidae.